# 켄 찬
켄 찬(Ken Chan, 1993년 1월 17일 ~ )은 필리핀의 남자 배우이다.